# 메멕스

메멕스(Memex, 'Memory extender' 의 합성어, 종종 "memory"와 "index"를 혼성)는 배니버 부시가 1945년 'The Atlantic Monthly' 지에 기고한 "우리가 생각한 대로"(As We May Think)라는 글에서 제시한 이론적인 원시 하이퍼텍스트(Proto-hypertext) 컴퓨터 시스템을 명명한 이름이다. 메멕스라는 개념은 초기 하이퍼텍스트 시스템(곧, 월드 와이드 웹의 발명으로까지) 및 개인 지식 기반 소프트웨어에 영향을 주었다.

## 같이 보기
- 제너두 프로젝트
- 배니버 부시
- 테드 넬슨
- 하이퍼미디어
- 하이퍼텍스트
- 지능 증폭